# اتسوشی تاکاهاشی
اتسوشی تاکاهاشی (انگلیسی: Etsushi Takahashi; ۲ اوت ۱۹۳۵ – ۱۹ مهٔ ۱۹۹۶) بازیگر اهل ژاپن بود.
از فیلم‌ها یا برنامه‌های تلویزیونی که وی در آن نقش داشته‌است می‌توان به سالهای دور از خانه، طولانیترین روز ژاپن، و گلوله انسانی اشاره کرد.